# Phapitreron leucotis
Phapitreron leucotis là một loài chim trong họ Columbidae.